# Pleurezie
Pleurezia este o afecțiune respiratorie caracterizată prin inflamarea pleurei, o membrană care acoperă plămânii și căptușește cavitatea toracică. Această inflamație, împreună cu lichidul care se acumulează produce o frecare în timpul respirației (care dacă se aude cu stetoscopul se numește frecătură pleurală) și determină o durere ascuțită la nivelul pieptului, de obicei apărută în inspir.
Anumite afecțiuni respiratorii precum pneumonia, azbestoza și tuberculoza sunt cauze frecvente de pleurezie.